# Kalman Gerencseri
Kalman Gerencseri (Wingles, 9 de enero de 1945-24 de agosto de 2023) fue un futbolista francés que jugó en la posición de centrocampista defensivo.

## Equipos
| Periodo   | Club       |
| --------- | ---------- |
| 1960-1962 | RC Lens B  |
| 1962-1969 | RC Lens    |
| 1969-1978 | AJ Auxerre |

## Logros

### Club
- Coupe Charles Drago (1): 1965

### Individual
- Lista de los 1000 mejores jugadores de la historia del fútbol francés.[2]

## Récords
- Jugador más joven en disputar un partido en la Ligue 1; el 12 de agosto de 1960 con 15 años, siete meses y 12 días ante el AS Monaco FC.[3]
- Hasta el 2020 tuvo el récord de ser el futbolista más joven en debutar entre las mejores cinco ligas de Europa hasta que fue superado por Luka Romero.[4]